# Триплет (Мисури)
Триплет (енгл. Triplett) град је у америчкој савезној држави Мисури.

## Демографија
По попису из 2010. године број становника је 41, што је 23 (-35,9%) становника мање него 2000. године.
| Група             | 2000.      | 2010.      |
| Белци             | 56 (87,5%) | 38 (92,7%) |
| Афроамериканци    | 5 (7,8%)   | 3 (7,3%)   |
| Азијати           | 1 (1,6%)   | 0 (0,0%)   |
| Хиспаноамериканци | 0 (0,0%)   | 0 (0,0%)   |
| Укупно            | 64         | 41         |